# Municipio de Walton (Míchigan)
El municipio de Walton (en inglés: Walton Township) es un municipio ubicado en el condado de Eaton en el estado estadounidense de Míchigan. En el año 2010 tenía una población de 2266 habitantes y una densidad poblacional de 24,65 personas por km².

## Geografía
El municipio de Walton se encuentra ubicado en las coordenadas 42°28′9″N 84°53′34″O / 42.46917, -84.89278. Según la Oficina del Censo de los Estados Unidos, el municipio tiene una superficie total de 91.93 km², de la cual 91,19 km² corresponden a tierra firme y (0,8 %) 0,74 km² es agua.

## Demografía
Según el censo de 2010, había 2266 personas residiendo en el municipio de Walton. La densidad de población era de 24,65 hab./km². De los 2266 habitantes, el municipio de Walton estaba compuesto por el 96,56 % blancos, el 0,49 % eran afroamericanos, el 0,26 % eran amerindios, el 0,53 % eran asiáticos, el 1,15 % eran de otras razas y el 1,02 % eran de una mezcla de razas. Del total de la población el 3,35 % eran hispanos o latinos de cualquier raza.